# Escudo de Soto del Barco
El escudo del concejo asturiano de Soto del Barco aparece acuartelado.
- El cuarto 1º nos representa seis cuervos, de sable, colocados en dos hileras de tres cada uno, que son las armas del concejo de Pravia, al que perteneció durante un tiempo.

- El cuarto 2º en campo de Plata, nos muestra un castillo de piedra sobre unas ondas fluviales, que guarda relación al castillo de San Martín y el río Nalón.

- En el cuarto 3º en azur, vemos un escudo con cinco lises de oro y una espada en plata, con la punta hacia arriba. Todo ello está orlado por ocho cruces, y es la representación de las armas de la familia Ponte.

- El cuarto 4º nos representa en Plata, una nave marina sobre unas ondas, y hace referencia a la representación heráldica del nombre del concejo.

Al timbre corona de Príncipe de Asturias.
De la misma manera que la mayoría de los concejos del Principado de Asturias, Soto no tiene sancionado su emblema municipal, siendo las armas representadas en él, las que inventaron Octavio Bellmunt y Fermín Canella para ilustrar su obra "Asturias", y en las que ponen, supuestamente, los elementos más característicos de cada municipio. 
- Datos: Q5667557